# سیارک ۲۱۷۳
سیارک ۲۱۷۳ (به انگلیسی: 2173 Maresjev، نامگذاری:1974QG1) دو هزار و صد و هفتاد و سومین سیارک کشف شده‌است که در ۲۲ اوت ۱۹۷۴ کشف شد.
قدر مطلق سیارک برابر ۱۱٫۴۰ است.